# Joe Medjuck

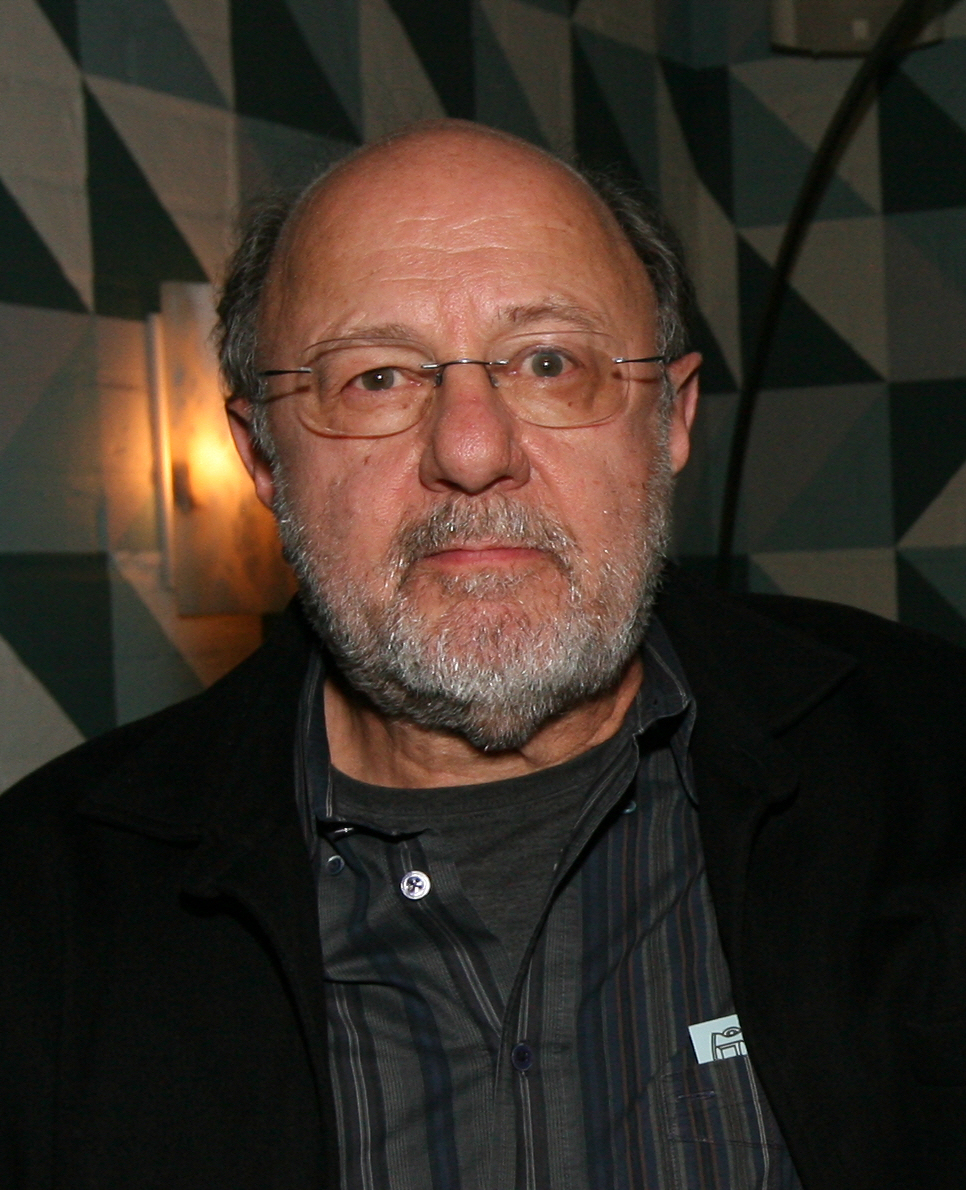
Joe Medjuck (2012)

Joseph Allen Medjuck (* 17. Februar 1943 in Fredericton, New Brunswick) ist ein kanadischer Produzent, der in Hollywood arbeitet.
Er graduierte an der McGill University in Montreal/Kanada.
Anfang der 1980er folgte er seinem Freund Ivan Reitman nach Hollywood, wo er fortan an den meisten seiner Projekte als Produzent fungierte.

## Filmografie (Auswahl)
Als Filmproduzent
- 1987: Big Shots – Zwei Kids gegen die Unterwelt (Big Shots)
- 1992: Stop! Oder meine Mami schießt! (Stop! Or My Mom Will Shoot)
- 1992: Ein Hund namens Beethoven (Beethoven)
- 1993: Eine Familie namens Beethoven (Beethoven’s 2nd)
- 1996: Space Jam
- 1997: Alles Unheil kommt von oben (Commandments)
- 2000: Road Trip
- 2001: Evolution
- 2002: Killing Me Softly
- 2003: Old School – Wir lassen absolut nichts anbrennen (Old School)
- 2007: Disturbia
- 2009: (Traum)Job gesucht (Post Grad)
- 2009: Chloe
- 2011: Freundschaft Plus (No Strings Attached)
- 2012: Hitchcock
- 2014: Draft Day